# Eberbach
Eberbach település Németországban, azon belül Baden-Württembergben. Lakosainak száma 14 489 fő (2023. december 31.).

## Népesség
A település népessége az elmúlt években az alábbi módon változott:
| Lakosok száma | 14 414 | 15 584 | 16 120 | 15 464 | 15 063 | 15 874 | 15 692 | 15 349 | 14 462 | 14 489 |
|               | 1961   | 1967   | 1974   | 1980   | 1987   | 1993   | 2000   | 2006   | 2013   | 2023   |

## Fekvése
Mannheimtől keletre, a Necker partján fekvő település.

## Története
Eberbach nemesi család urait már 1196-ban, várát 1227-ben, magát a vár melletti települést 1321-ben említették először az oklevelekben.
1528 és 1555 között a Heidelbergi Egyetem a pestisjárvány miatt többször is áttelepítette székhelyét Eberbachba. A harmincéves háború alatt a város csak kismértékben sérült meg, a népesség azonban sokat szenvedett ez idő alatt, és nagy volt a szegénység. A lakosság a faiparban, a feldolgozásban, a halászatban és a hajózásban találta meg megélhetését.
1803-ban Eberbach a Leiningeni Hercegséghez került, 1806-tól pedig Baden-Würtenberghez tartozott, és 1924-ig az Eberbachi kerület székhelye volt. 1845–1855 között Eberbachnak szenvednie kellett az Európában uralkodó mezőgazdasági válságtól. Csak a 19. század második felében volt egy olyan időszak, amely gazdasági jólétet hozott a Neckar-völgybe.

## Galéria

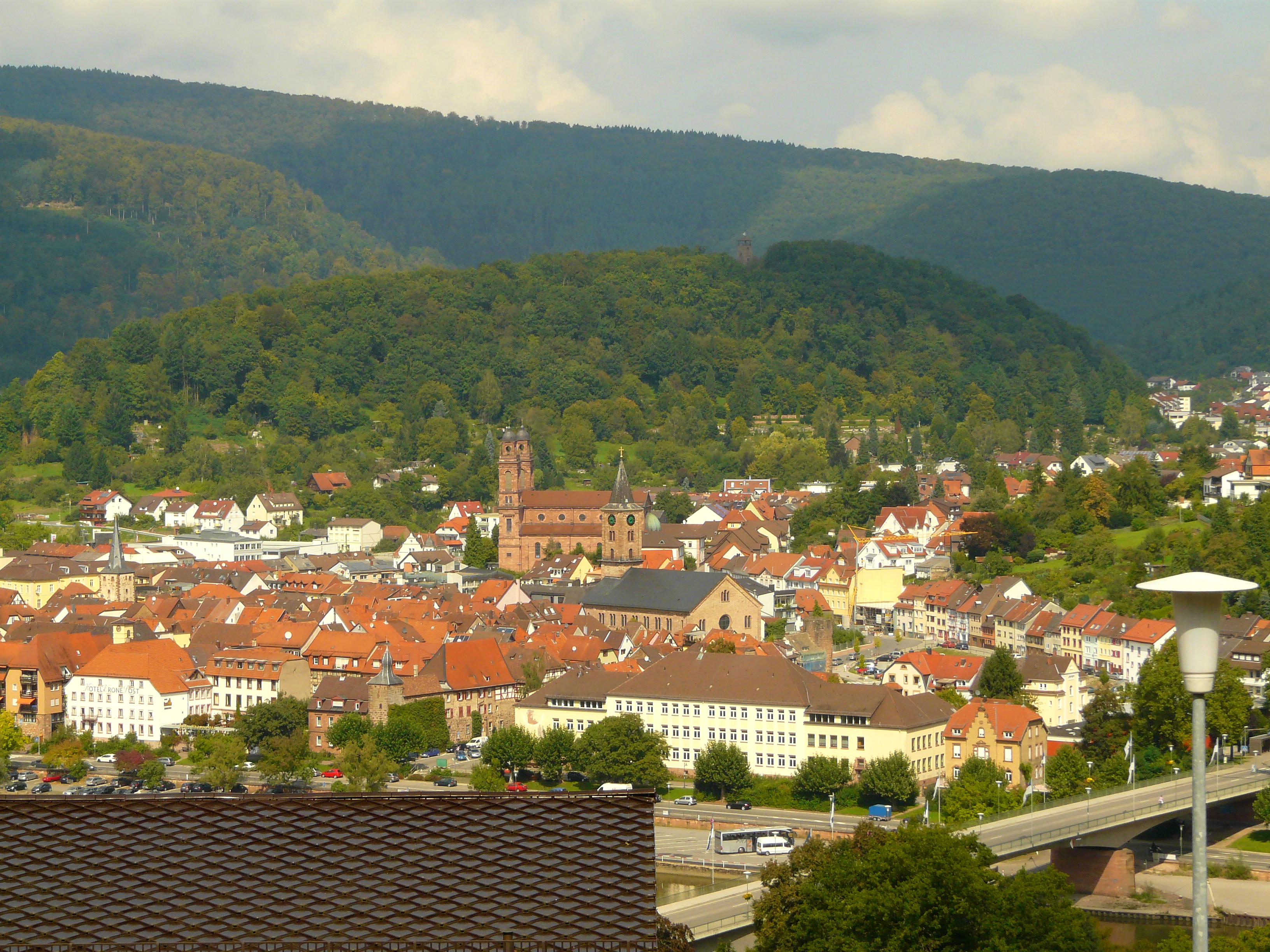
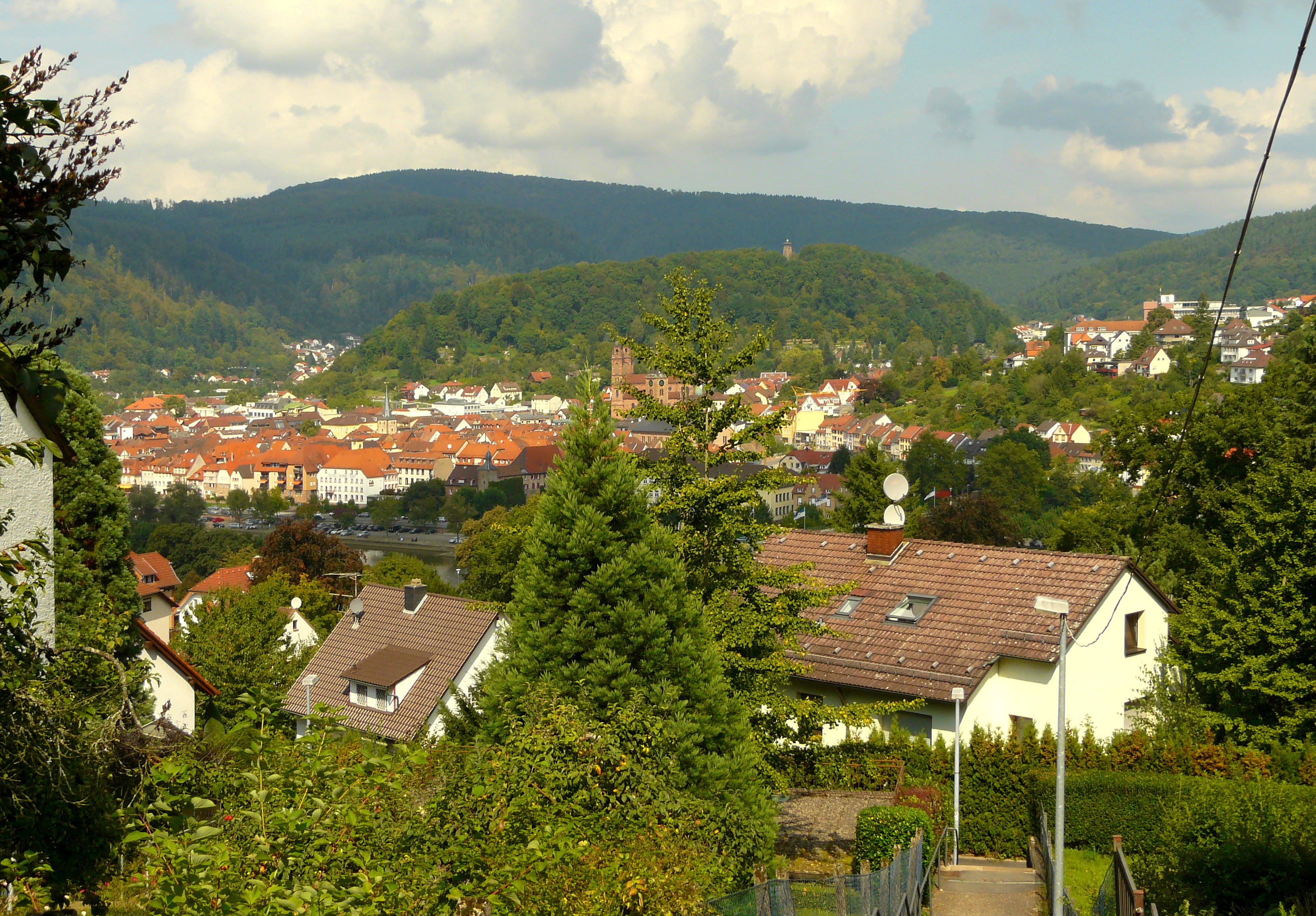
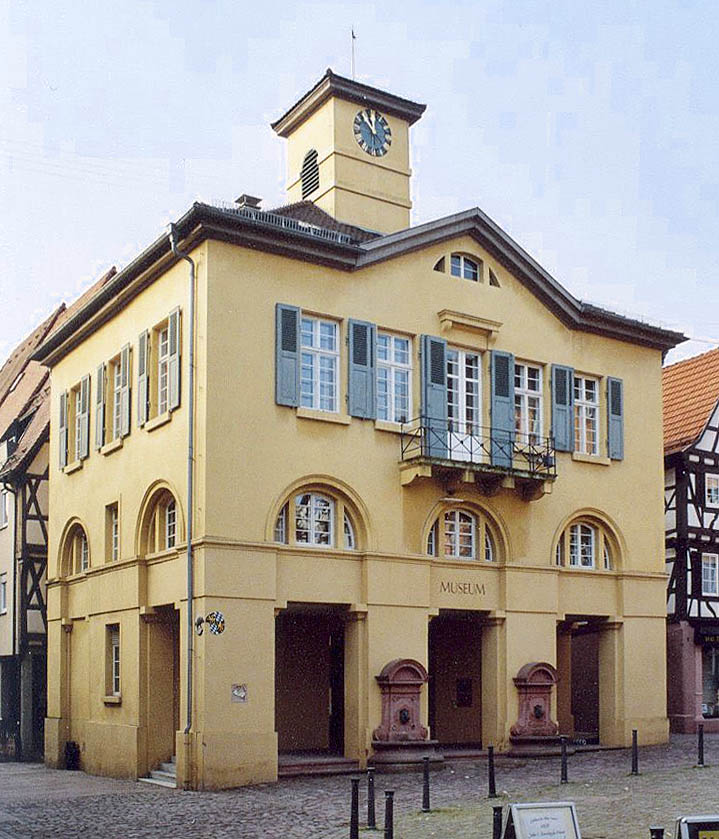
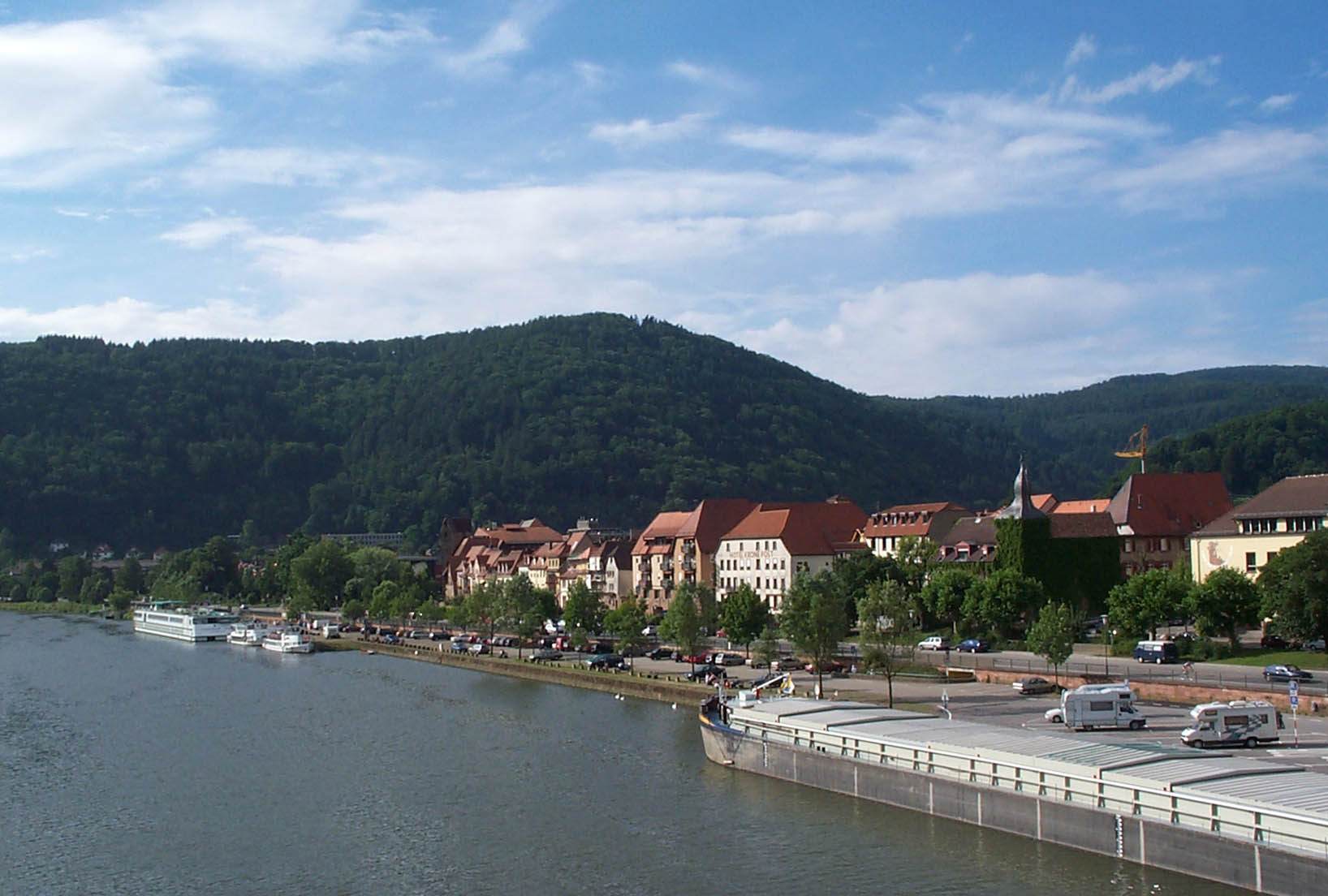
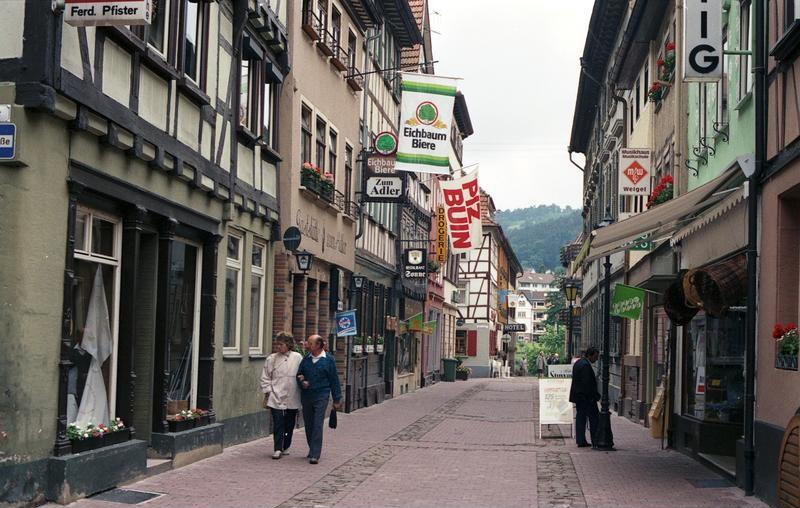
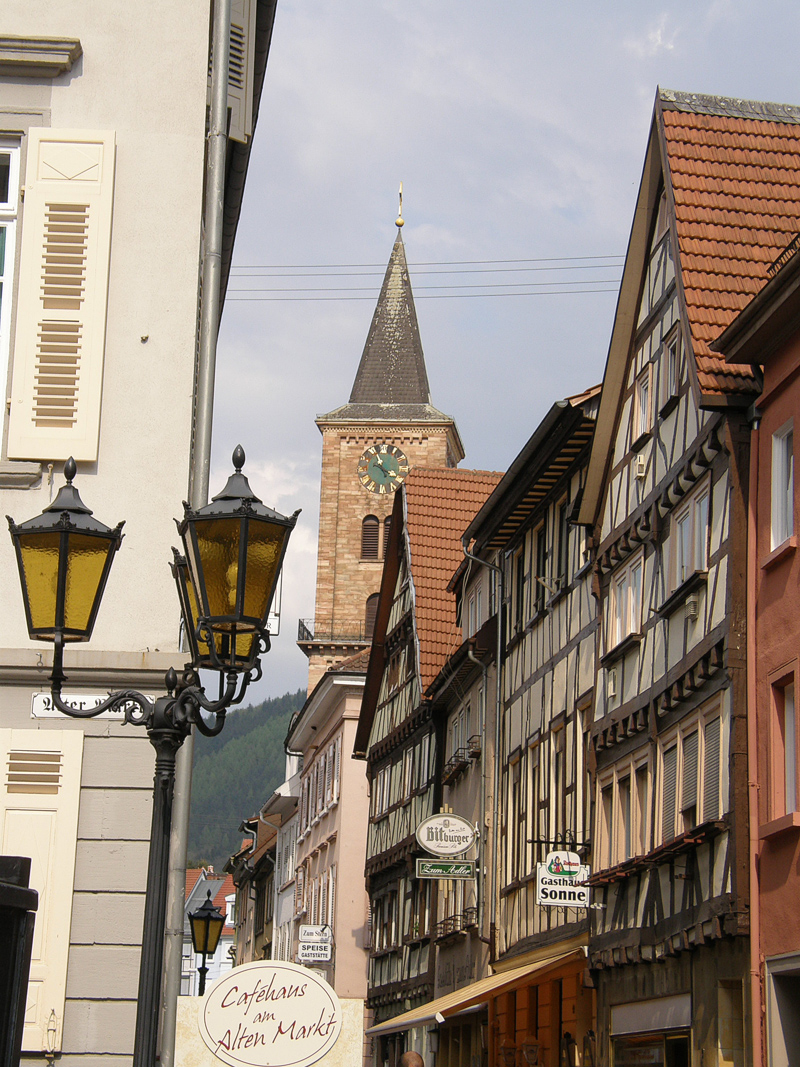
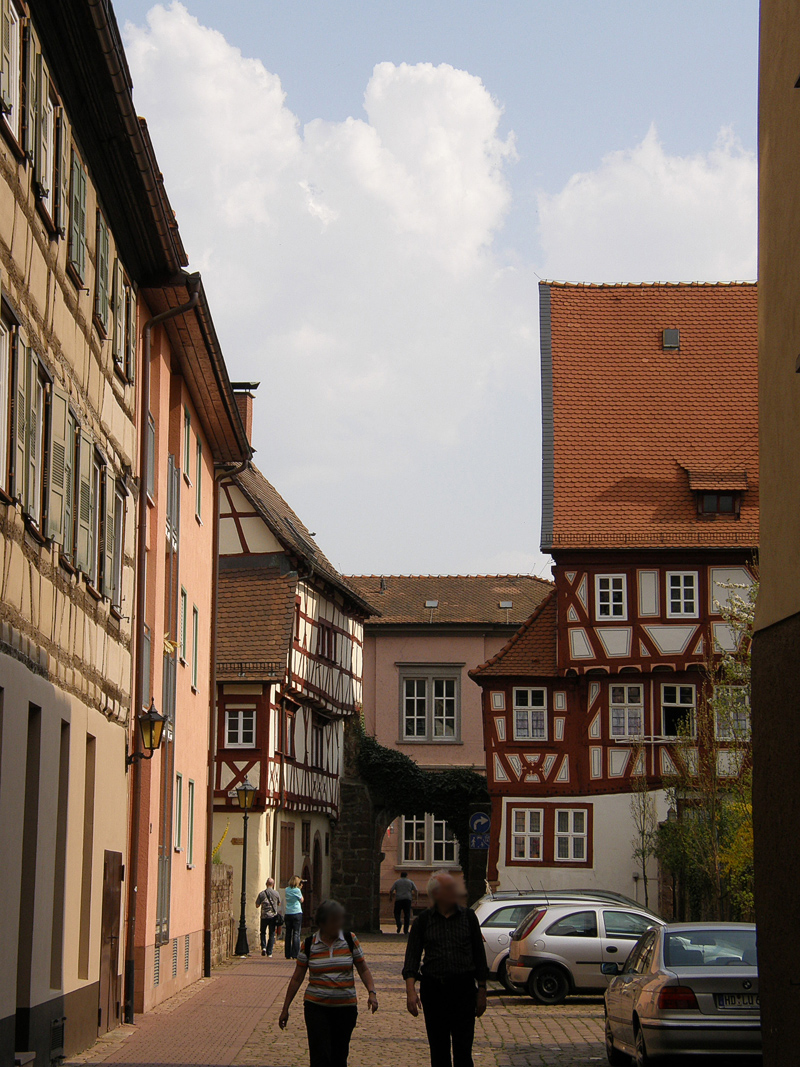
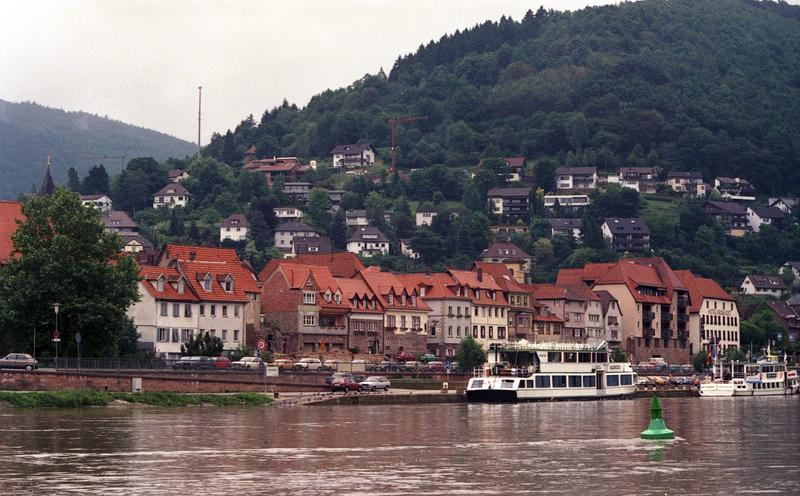
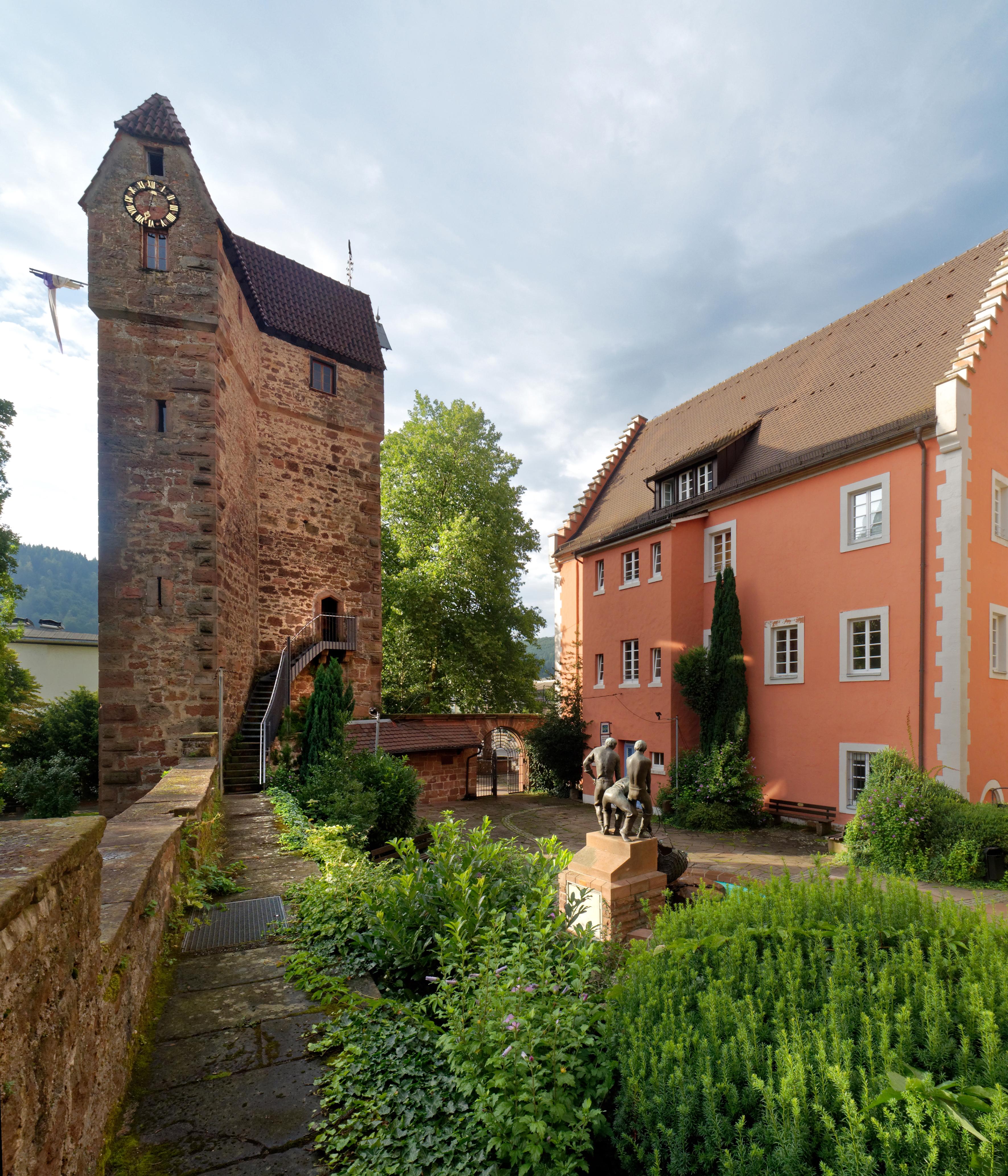
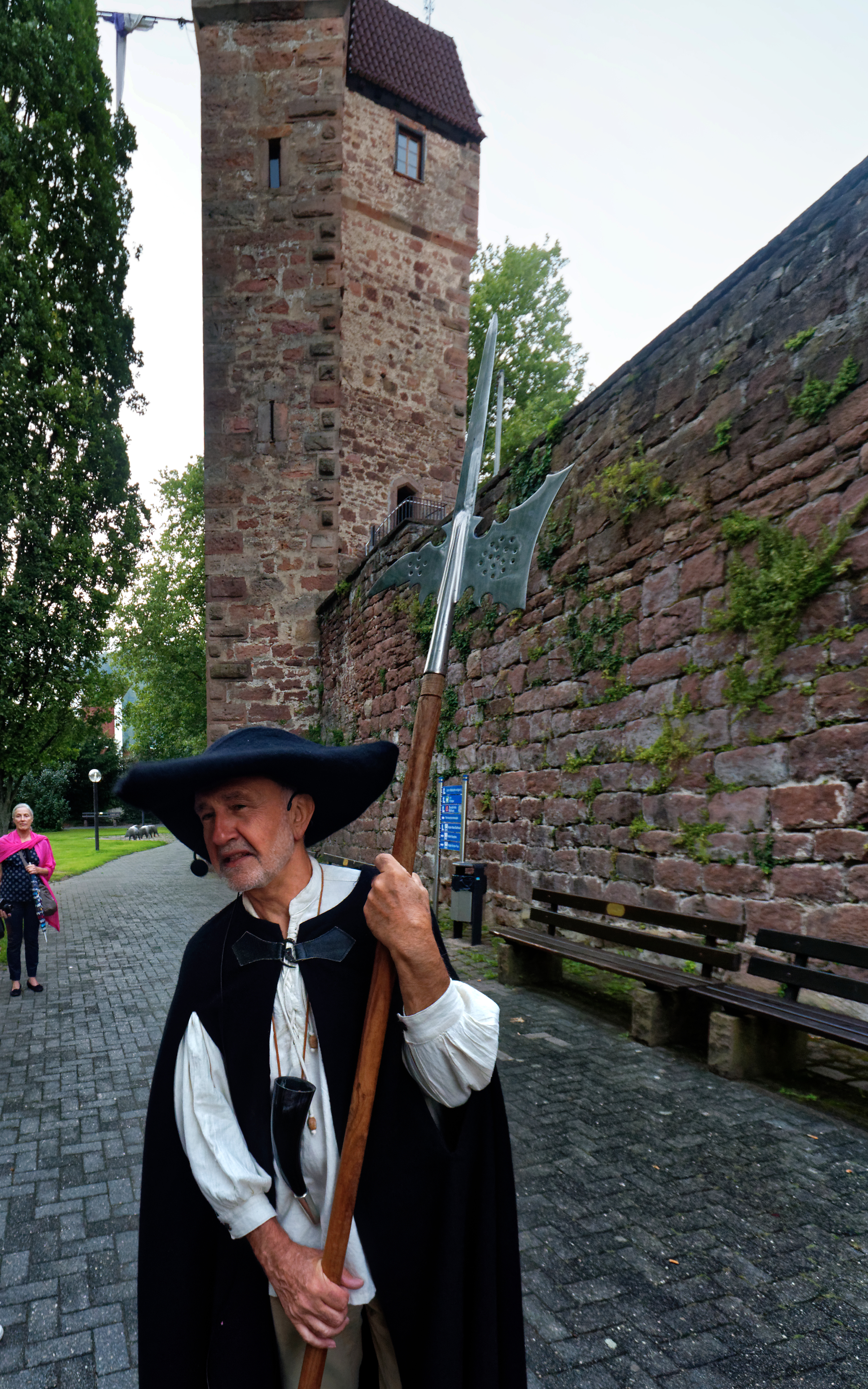
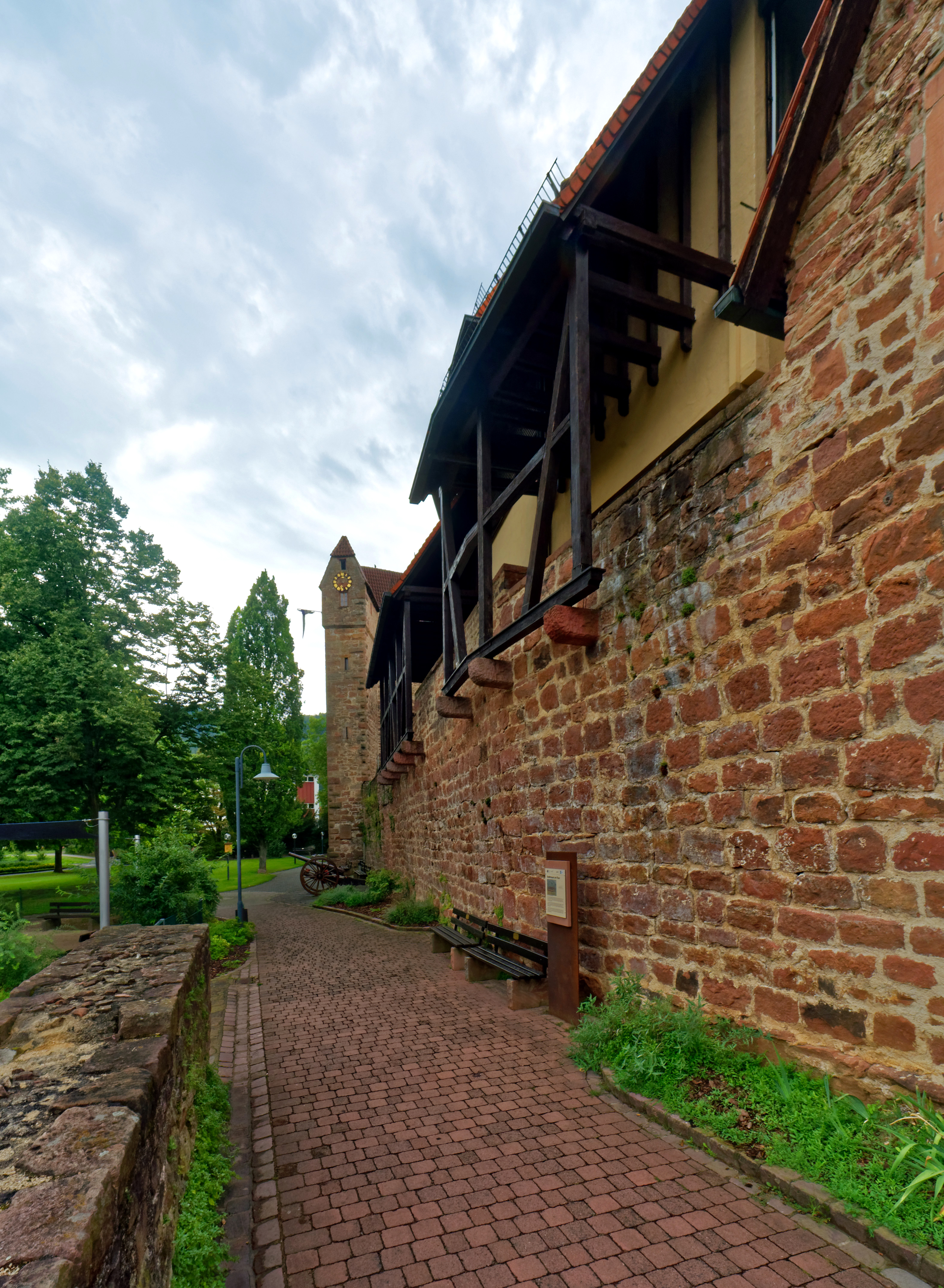
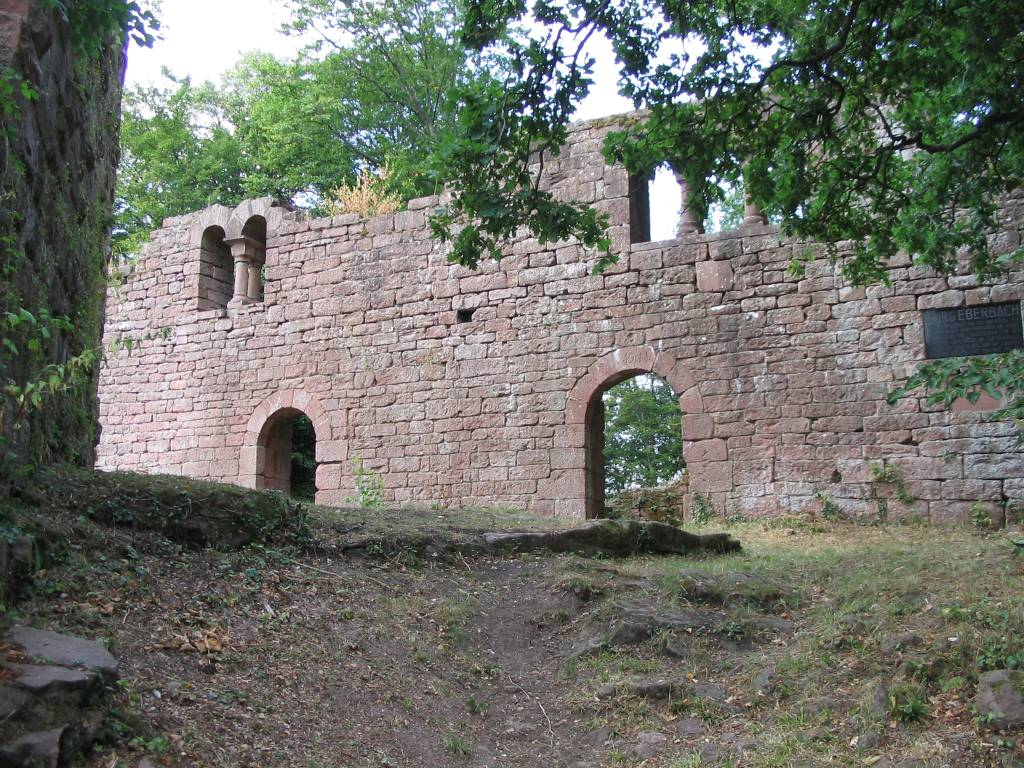

## Nevezetességek
- Vár
- Városháza